# Adventure Island III
Adventure Island II: Aliens in Paradise (Japans: 高橋名人の冒険島III ; ook wel Adventure Island 3) is een videospel dat werd ontwikkeld en uitgegeven door Hudson Soft Company. Het spel kwam in 1992 uit voor de Nintendo Entertainment System. Een jaar later volgde een release voor de Game Boy. Het verhaal begint dat de vriendin van de hoofdpersoon gevangengenomen is door aliens. Het doel van het spel is deze terug te veroveren.

## Platform
| jaar | platform         |
| ---- | ---------------- |
| 1992 | NES (Japan)      |
| 1993 | Game Boy (Japan) |

## Ontvangst
| Beoordeeld door       | Platform | Jaar     | Score |
| --------------------- | -------- | -------- | ----- |
| Nintendo Life         | 2009     | Game Boy | 90%   |
| The Video Game Critic | 2011     | NES      | 83%   |
| Game Freaks 365       | 2008     | NES      | 73%   |
| Total! (Duitsland)    | 1993     | Game Boy | 55%   |